# Kim Jae-youl
Kim Jae-youl est l'actuel président de l'International Skating Union (Union internationale de patinage) depuis juin 2022.

## Biographie
Kim Jae-youl occupe plusieurs postes dans l'administration sportive, notamment en tant que président de l'Union coréenne de patinage (KSU) de 2011 à 2016, vice-président exécutif du comité d'organisation des Jeux olympiques d'hiver de PyeongChang 2018, vice-président du Comité olympique coréen et membre du comité de coordination du CIO pour les Jeux olympiques d'hiver de Pékin 2022.

### Présidence de l'ISU
En juin 2022, il est élu président lors du 58e congrès de l'ISU à Phuket en Thaïlande, succédant à 6 ans de présidence du néerlandais Jan Dijkema. Il est le premier non-Européen à diriger l'instance dirigeante mondiale du patinage.

### Famille
Il est le petit-fils du vice-président de Corée du Sud, entre 1951 et 1952, Kim Seong-soo (1891-1955). Il est aussi le gendre du président du Groupe Samsung, Lee Kun-hee (1942-2020).

## Distinctions et honneurs

### Décorations internationales
- Ordre olympique échelon argent (Comité international olympique), le 26 février 2018[2].